# سمك ما بين النهرين ذو الحساسات
سمك ذو حساسات ما بين النهرين أو السمك ذو الحساسات الفهدي (الاسم العلمي:  Luciobarbus subquincunciatus)
أحد أنواع الأسماك الشبوطية الموجودة في مجارى كل من نهري دجلة والفرات في تركيا وسوريا والعراق وإيران.
إن أعداد هذا النوع من الأسماك بدأت بالتناقص، وتعتبر نادرة جدًا ويكمن أن تكون على وشك الانقراض. على الرغم من عدم وجود معلومات كافية عن أعدادها لمعرفة نسبة التناقص الفعلية، كانت هذه الأسماك متواجدة بوفرة وهي الآن مهددة بالانقراض. تتغذى على الرخويات بالإضافة للطحالب والبقايا. هناك عدة عوامل أدت إلى ذلك كالسدود واستخراج المياه والاستهلاك البشري